# 葉月くれあ
葉月 くれあ（はづき くれあ、2003年〈平成15年〉11月19日 - ）は、日本のグラビアアイドル、タレント、YouTuber、TikToker。
大阪府出身。スターダストプロモーション所属。

## 略歴
2020年12月頃からTikTokを始め、わずか半年でフォロワー数が30万人を超える。
2021年にスターダストプロモーションと契約を結び、インフルエンサーやYouTuberなどのストリーマーを管轄するデジタルエンターテイメント所属となる。
2022年3月に自身のYouTubeチャンネルを開設。ファッション誌『bis』の読者モデルに当たる「bis READERS」としての活動や、『超十代』などのイベント、舞台『ぶっ続けリバース!』への出演等、活躍の幅を広げていった。
2023年からはデジタルエンターテイメント所属の女性タレントで構成される「スタダモルック部」にも参加している。
2024年に『ミスマガジン2024』に応募（応募総数2,784名）してベスト16に入り、同年5月20日発売の週刊ヤングマガジン25号にてグラビアが掲載されると、瞬く間にSHOWROOMやヤンマガWebのランキングでトップに立った。そして同年8月28日にミスマガジン2024のグランプリを受賞したことが発表され、同9月2日発売のヤンマガ40号で巻頭グラビアを飾った。スターダストプロモーション所属者がミスマガジンのグランプリを受賞したのは史上初のことであり、20歳9か月での栄冠獲得は2020年の新井遥を上回る歴代最年長記録となった。週刊ヤングマガジン2024年第45号（同年10月7日発売）にてグランプリ受賞後初の単独での表紙及び巻頭グラビアを飾った。なお、このグラビアに関しては韓国・済州島でロケを行った。さらに週刊ヤングマガジン2025年3・4合併号（2024年12月9日発売）にて前年のグランプリ、今森茉耶とのコラボグラビアで表紙及び巻頭を飾った。
2025年1月より、所属先がデジタルエンターテイメントから、女優やモデルなどを管轄する第一事業部へと異動となった。同年8月27日に講談社から1st写真集『clarus』が発売予定。

## 人物
- 元々TikTokerとして活動を始めた後、2023年にミスマガジンのグランプリを受賞した今森茉耶に注目していたことがミスマガジン応募のきっかけとなった[7]。ちなみにミスマガジン2023の審査員特別賞を受賞した加藤綾乃[14]とは『近代麻雀水着祭』でも共演している[15]。
- 妹が1人おり、自身のYouTubeにも「妹子」として度々登場する[動画 3]。
- 得意な料理は和食全般、唐揚げ、オムライス、卵焼き。
- オリックス・バファローズファンでもある[10]。横浜DeNAベイスターズのファンでもあり、推しの選手は宮﨑敏郎[10]。
- 憧れの女優は石原さとみでグラビアアイドルは菊地姫奈[10]。

## 出演

### イベント
- 超十代 -ULTRA TEEN FES 2023 in TOKYO-（2023年3月30日、渋谷ヒカリエ）[16]
- 超DEフェス2023（2023年8月20日、東京タワー5階・SKY STADIUM）[17]
- 近代麻雀水着祭FINAL（2024年9月23日、しらこばと水上公園） - ファッションショー「KINMA COLLECTION」のMCを担当[15]
- 超DEフェス2024（2024年12月28日、harevutai）

### 舞台
- カラスカ公演『ぶっ続けリバース!』（2023年10月11日 - 15日、シアター・アルファ東京） - 小笠原林檎 役[18][19]
- BACKSTAGE MONKEYS〜異説・新撰組〜（2023年12月6日 - 10日、築地本願寺プディストホール）[20]
- 朗読劇『クローバーに愛をこめて』（2025年7月4日 - 6日、浅草九劇）[21]

### 映画
- エリカ（2026年公開予定） - 飯笹由加 役[22]

### CM
- 伊東園ホテルズ「巡りたくなる温泉宿編」（2024年）[動画 4]

### 配信ドラマ
- 対ありでした。 〜お嬢さまは格闘ゲームなんてしない〜（2023年5月、Lemino） - 女子生徒 役
- だってヒロインじゃないフォロワーマウント編」（2024年4月、フジテレビ制作） - アリサ 役[23]

### ミュージックビデオ
- monje「Dekoboko」（2023年） - 谷岸玲那と共演[動画 5]

## 書籍

### 写真集
- clarus（2025年8月27日、講談社、撮影：Takeo Dec.）ISBN 978-4065410813[24]

### デジタル写真集
- ミスマガのアソビバ！ ミスマガジン2024ソログラビアSP（2024年11月8日、講談社［ヤンマガデジタル写真集］、撮影：藤本和典、大藪達也）[25]
- ミスマガジン2024 ヤンマガアザーっす！＜YM2024年40号・41号未公開カット＞（2024年11月29日、講談社［ヤンマガデジタル写真集］、撮影：藤本和典、カノウリョウマ、大藪達也）共演：山本杏、花城奈央、尾茂井奏良、大西陽羽、古田彩仁[26]
- ヤンマガアザーっす！＜YM2024年45号未公開カット＞（2024年12月13日、講談社［ヤンマガデジタル写真集］、撮影：Takeo Dec.）[27]
- ミスマガのアソビバ！ スポーツ＆読書編（2025年1月10日、講談社［ヤンマガデジタル写真集］、撮影：佐藤佑一）[28]
- ミスマガのアソビバ！ もしミスマガ2024がメイドだったら！？（2025年2月14日、講談社［ヤンマガデジタル写真集］、撮影：桑島智輝）[29]